# カスング国立公園
カスング国立公園（Kasungu National Park）は、マラウイの国立公園である。

## 概要
この国立公園は、マラウイ中部州の都市であるカスングの西に位置しており、リロングウェから北におよそ175kmの、ザンビアの国境に沿った地域に広がっている。カスング国立公園が設立されたのは1970年のことであり、2316km²の面積を持つマラウイで2番目に大きい国立公園として、平均海抜約1000メートルのこの場所に設置された。
公園内の植生は、主にミオンボ林と草で覆われた河道からなる。なお、アフリカの現地ではこのような植生は"Dambos"と呼ばれる。多くの河川が公園内を流れているが、とりわけ重要な河川としてドワンガ川（Dwanga）やリンガジ川（Lingadzi）、およびこれらの支流であるリフパ川（Lifupa）があり、園内のカバの生息域として重要な役割を果たしている。また、園内はゾウの生息地としても知られているが、密猟により生存が脅かされている。そのほかの主な野生動物としては、セーブルアンテロープ、ローンアンテロープ、クーズー、インパラ、ハーテビースト（en:hartebeest）、サバンナシマウマ、アフリカスイギュウなどの草食動物がみられ、また、肉食動物ではハイエナのほか、リカオン、サーバルなどが生息している。
平年では、カスング国立公園は3月中と雨季の間は休園となる。この公園は、9ヶ月から5月にかけては暖かく、6月から8月までの期間は涼しい。夏の数ヶ月には、様々な鳥が国立公園内に渡ってくるため、6月から9月の間にかけてバードウォッチングが盛んに行われている。